# 9236 Obermair
9236 Obermair eller 1997 EV32 är en asteroid i huvudbältet, som upptäcktes den 12 mars 1997 av den österrikiske amatörastronomen Erich Meyer. Den är uppkallad efter den österrikiske amatörastronomen Erwin Obermair.